# 2012年ロンドンオリンピックのモーリシャス選手団
2012年ロンドンオリンピックのモーリシャス選手団（2012ねんロンドンオリンピックのモーリシャスせんしゅだん）は、2012年7月27日から8月12日までイギリスのロンドンで開催されたロンドンオリンピックモーリシャス選手団の名簿。

## 選手団
- 人員: 選手 11人
- 開会式旗手: Natacha Rigobert

## 種目別選手・スタッフ名簿及び成績

### 陸上競技
- Fabrice Coiffic（男子100m）10秒59 予選敗退
- Annabelle Lascar（男子800m）2分5秒45 予選敗退

### ボクシング
- Jason Lavigilante（男子フライ級）第1回戦敗退
- Richarno Colin（男子ライトウエルター級）第2回戦敗退

### 自転車
- Aurelie Halbwachs（女子個人ロードレース）途中棄権

### 柔道
- Christiane Legentil（女子52kg級）敗者復活戦敗退

### 競泳
- Gilles Marquet（男子200m自由形）1分58秒91 予選敗退
- Heather Arseth（女子200m自由形）2分7秒81 予選敗退

### トライアスロン
- Fabienne St. Louis（女子）2時間7分37秒

### ビーチバレー
- Natacha Rigobert、Nioun Chin Elodie Li Yuk Lo（女子）予選リーグ敗退